# Sárgavállú kardinális
A sárgavállú kardinális (Parkerthraustes humeralis) a madarak osztályának verébalakúak (Passeriformes) rendjébe és a tangarafélék (Thraupidae) családjába tartozó Parkerthraustes nem egyetlen faja.

## Rendszerezése
A fajt George Newbold Lawrence üzletember és amatőr ornitológus írta le 1867-ben, a Pitylus nembe Pitylus [Caryothraustes] humeralis néven.

## Előfordulása
Dél-Amerikában, Bolívia, Brazília, Ecuador, Kolumbia és Peru területén honos. Természetes élőhelyei a szubtrópusi és trópusi síkvidéki erdők. Állandó, nem vonuló faj.

## Megjelenése
Testhossza 16 centiméter.

## Életmódja
Valószínűleg rovarokkal és magvakkal táplálkozik.

## Természetvédelmi helyzete
Az elterjedési területe rendkívül nagy, de csökken, egyedszáma szintén csökken, de még nem ér el a kritikus szintet. A Természetvédelmi Világszövetség Vörös listáján nem fenyegetett fajként szerepel.